# Kamata Torai
Torai Kamata (sinh ngày 26 tháng 5 năm 1999) là một cầu thủ bóng đá người Nhật Bản.

## Sự nghiệp câu lạc bộ
Torai Kamata đã từng chơi cho Blaublitz Akita.